# Johan Bradt
Johan Gottfred Bradt, född 1741 och död 1770, var en dansk arkitekt och kopparstickare. Han var bror till kopparstickaren Frederik Ludvig Bradt.
Bradt stack oftast efter arbeten av bildhuggaren Johannes Wiedewelt, som flera festdekorationer (1766) och 37 blad efter Wiedewelts skulpturer i Fredensborgs slottspark.